# The Gospel According to Patti LaBelle
| Recensione | Giudizio |
| ---------- | -------- |
| AllMusic   | [ 2 ]    |
| People     | [ 3 ]    |

The Gospel According to Patti LaBelle è l'album gospel di debutto dalla cantante statunitense Patti LaBelle, pubblicato nel novembre 2006.
Il progetto ebbe inizio tre anni prima della pubblicazione, quando il direttore musicale di lunga data di LaBelle, nonché suo caro amico, Budd Ellison, le disse: «È ora o mai più, Patti». 
L'album è stato pubblicato il 21 novembre 2006 attraverso l'etichetta indipendente Umbrella/Bungalow Records di Jheryl Busy, ed è dedicato all'amico Budd, che è morto di cancro alla prostata nel 2005.
Presenta collaborazioni con Yolanda Adams, Mary Mary, Kanye West, Wynonna Judd, The Soul Seekers, Tye Tribbett, CeCe Winans, tra gli altri. La produzione è curata da Gordon Chambers (già produttore del duetto di successo di Patti con Ron Isley, "Gotta Go Solo"), J. Moss, Scott "Shavoni" Parker, Troy Taylor, Gerald Haddon, Jon DeLise (già produttore di "Two Steps Away", contenuta nell'album "Timeless Journey" del 2004) e altri.
The Gospel According to Patti LaBelle debuttò nella US Billboard 200 al numero 86, vendendo circa 18 000 copie nella prima settimana di vendita dell'album. L'album raggiunse il 17º posto nella classifica dei migliori album R&B/Hip-Hop di Billboard e il 1° nella classifica dei migliori album Gospel di Billboard per 17 settimane.
Where Love Begins, un duetto con Yolanda Adams è stato spesso riprodotto su stazioni radio R&B e gospel e ha debuttato al numero 68 nella classifica delle canzoni Hot R&B/Hip-Hop di Billboard. Il secondo singolo, Anything con Kanye West, Mary Mary e Consequence ha raggiunto il 64º posto nella classifica delle canzoni Hot R&B/Hip-Hop di Billboard.

## Tracce
1. " Did You Pray Today" (Michael O'Hara, Sami McKinney) – (4:32)
2. " Where Love Begins" (Denise Rich, Gordon Chambers, Rick Williams, Troy Taylor) – (3:27)
3. " Anything" (Gerald Haddon, Nisan Stewart) – (4:44)
4. " Walk Around Heaven" (Sami McKinney, Nisan Stewart, Eddie Brown) – (3:47)
5. "More Than He Loves You" (Keisha N. Allen, Paul D. Allen) – (3:56)
6. " God Ain't Through" (Sami McKinney, Warryn Campbell) – (4:54)
7. " I Just Love Him So" (Denise Rich, Kenny Moore, Sami McKinney) – (4:43)
8. " Walking Away" (Gordon Chambers, Troy Taylor) – (3:52)
9. " My Everything (Sami McKinney) - (3:09)
10. " Anything (Gerald Haddon, Nisan Stewart, Kanye West) - (5:48)
11. " You Are My Best Friend (Armstead Edwards, Budd Ellison, Patti LaBelle) - (4:52)

## Premi
Nel 2008, l'album è stato nominato per un Dove Award come "Contemporary Gospel Album of the Year" ai 39° GMA Dove Awards .